# Intarsia

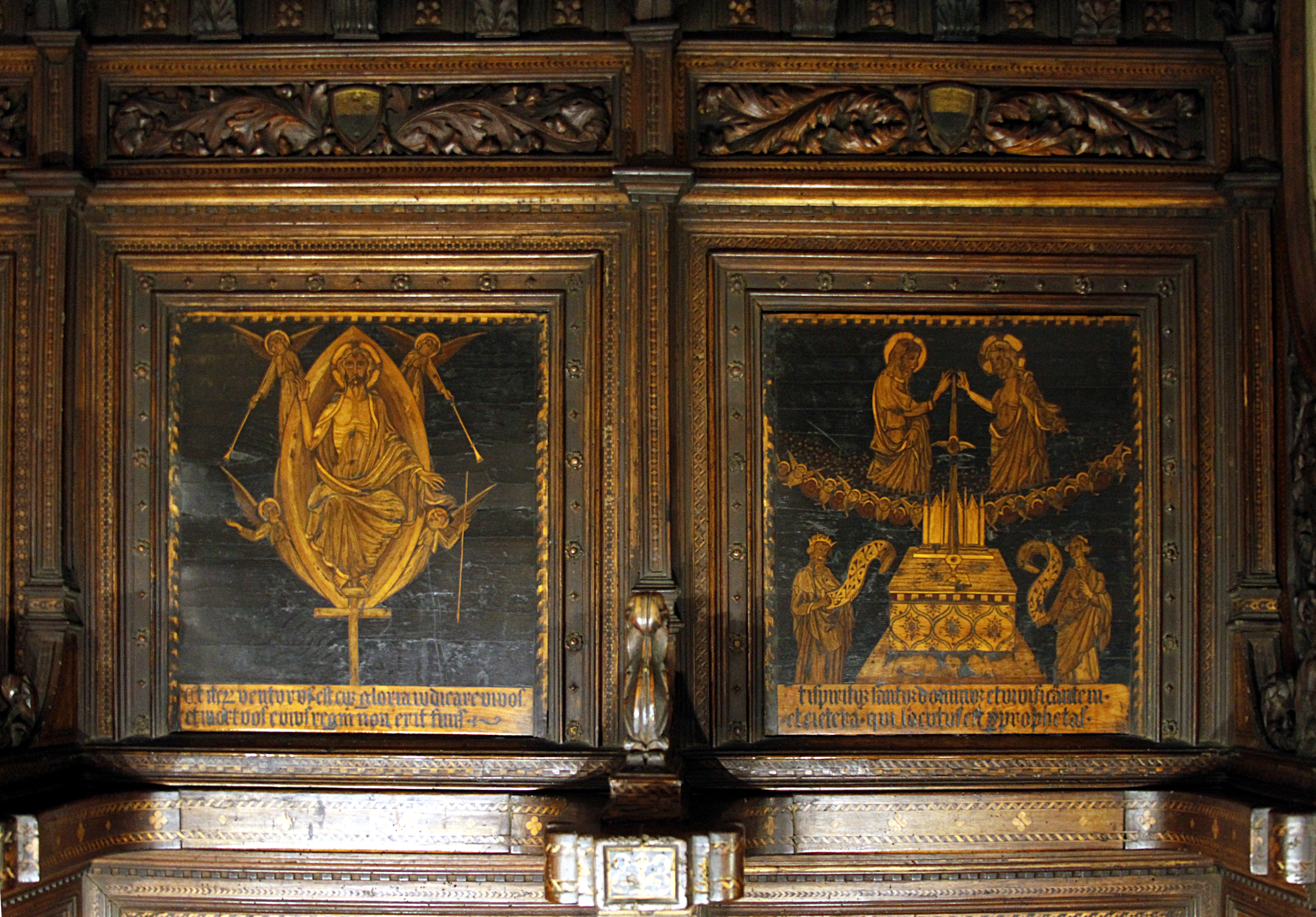
Intarsia de Domenico di Niccolò à Sienne

L'intarsia (ou tarsia) est un art consistant à incruster des pièces de bois sur un support de même matériau afin de créer des images par la juxtaposition des teintes de bois. Le mot intarsia vient du mot latin interserere qui signifie insérer. Cette technique apparaît en Europe au XVe siècle pour la décoration des édifices religieux où le marbre était également utilisé. La ville de Sienne était réputée pour cette technique, notamment grâce au travail de Domenico di Niccolò et de son élève Mattia di Nanni.

## Description
L'intarsia est un procédé italien mixte, qui relève de la menuiserie puisque son décor est incrusté dans un panneau de bois massif, mais également de l'ébénisterie puisque ces décors incrustés se maintiennent à l'aide de colle.
Les artisans pratiquant l'intarsia s’appellent les intarsiatori. 
L'intarsia est l'ancêtre de l'ébénisterie. En effet, la marqueterie ne s’insère pas dans des enfoncés réalisés dans l'épaisseur du panneau, mais est réalisée à partir d'éléments de bois fin qui s'ajustent entre eux pour constituer une composition que l'on fixe par collage (colle animale) sur un bâti.
Les artisans français l'ont surtout employé dans la région lyonnaise et l'île-de-France.
En confection de maille, « intarsia » désigne un motif inséré à l'encolure, aux poignets ou dans certaines parties d'un pull.